# Capulin Volcano nationalmonument

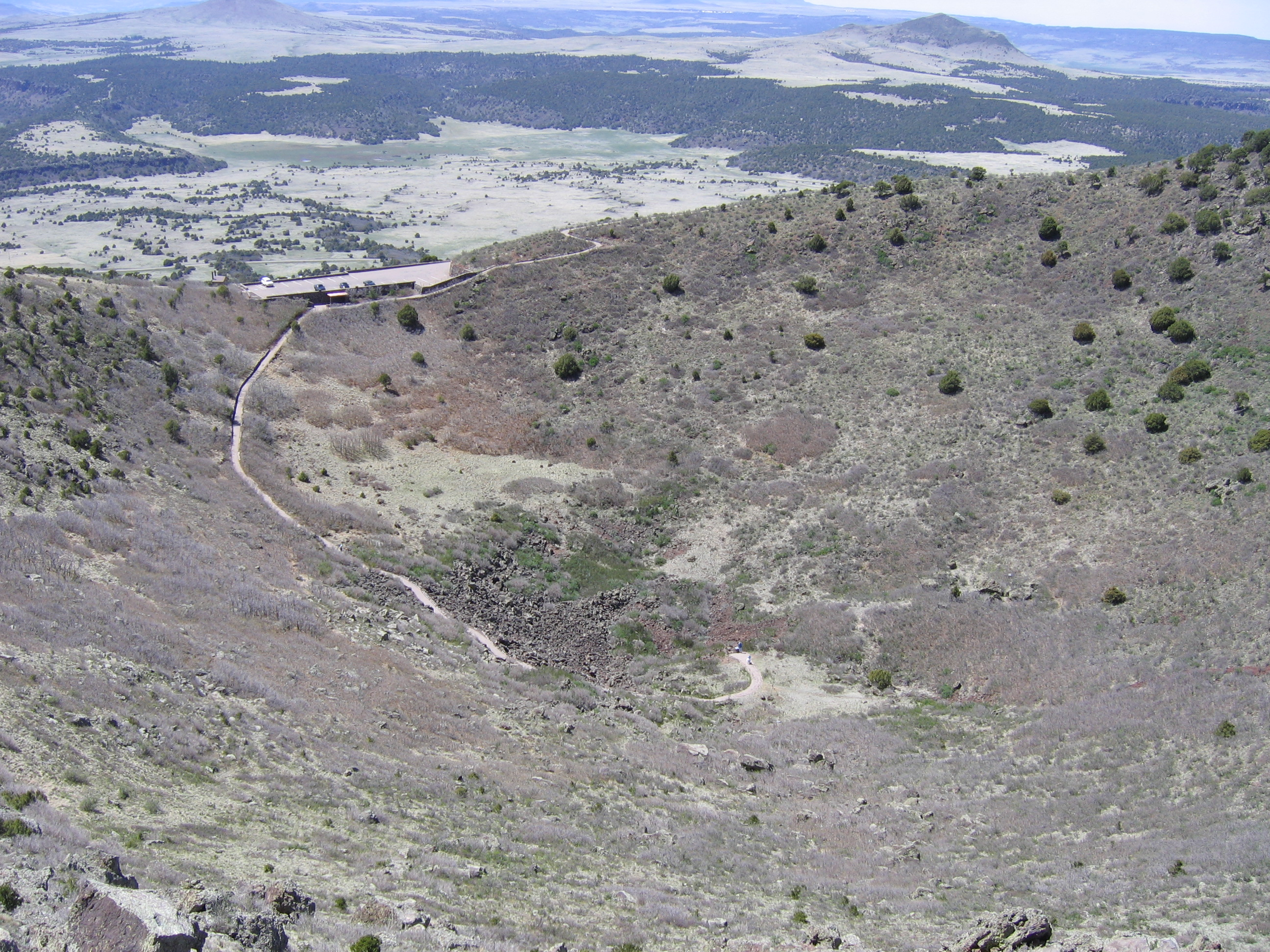
Capulin Volcano nationalmonument

Capulin Volcano nationalmonument ligger i delstaten New Mexico i USA. För 60 000 år sedan hade vulkanen ett utbrott och en 300 meter hög välformad kon formades.